# Pierre Restaut
Pierre Restaut (* 1696 in Beauvais; † 14. Februar 1764 in Paris) war ein französischer Grammatiker.

## Leben und Werk
Restaut war Jurist in herausgehobener Anwaltsposition am königlichen Gerichtshof. Großen Erfolg in ganz Europa hatte seine praktische französische Grammatik von 1730, die (angeregt durch die Vorstellungen des Reformers Charles Rollin [1661–1741]) nach einem pädagogischen Frage-Antwort-Schema aufgebaut und ursprünglich für die Kinder am Königshof gedacht war. Es ging darum, mittels der französischen (statt der lateinischen) Grammatik ein Fundament an Sprachwissen zu legen, auf dem das Fremdsprachenlernen aufbauen kann.

## Werke
- Principes généraux et raisonnés de la grammaire françoise, par demandes & par réponses.  Dédiés à Msgr. le duc de Chartres (Louis Philippe I. de Bourbon, duc d’Orléans), Paris 1730, 323 Seiten; Principes généraux et raisonnés de la grammaire Françoise, avec des observations sur l’orthographe, les accents, la ponctuation, & la prononciation: et un abrégé des regles de la versification Françoise, 1732, 552 Seiten; zahlreiche Auflagen bis 1817, z. B. 8. Auflage, 1758, 587 Seiten
- Abrégé des principes de la grammaire françoise, Paris 1739 (115 Seiten, zuletzt 1824)
- Nouveaux Principes Raisonnés De La Grammaire Françoise, 4. und nach dem Sinn der französischen Academie verbesserte Auflage, Frankfurt am Main und Mainz 1789. (Digitalisat)